# Barbuñales (kommunhuvudort)
Barbuñales är en kommunhuvudort i Spanien.   Den ligger i provinsen Provincia de Huesca och regionen Aragonien, i den nordöstra delen av landet, 300 km nordost om huvudstaden Madrid. Barbuñales ligger 471 meter över havet och antalet invånare är 117.
Terrängen runt Barbuñales är platt. Runt Barbuñales är det mycket glesbefolkat, med 6 invånare per kvadratkilometer. Närmaste större samhälle är Barbastro, 17,6 km öster om Barbuñales. Trakten runt Barbuñales består till största delen av jordbruksmark.